# Olau Line
Olau Line was een van origine Deense onderneming die een veerdienst onderhield tussen het Nederlandse Vlissingen en het Britse Sheerness. De rederij werd opgericht in 1956, maar hield zich aanvankelijk uitsluitend bezig met het verhuren van tank- en goederenschepen aan andere rederijen.

## Geschiedenis

### Het begin

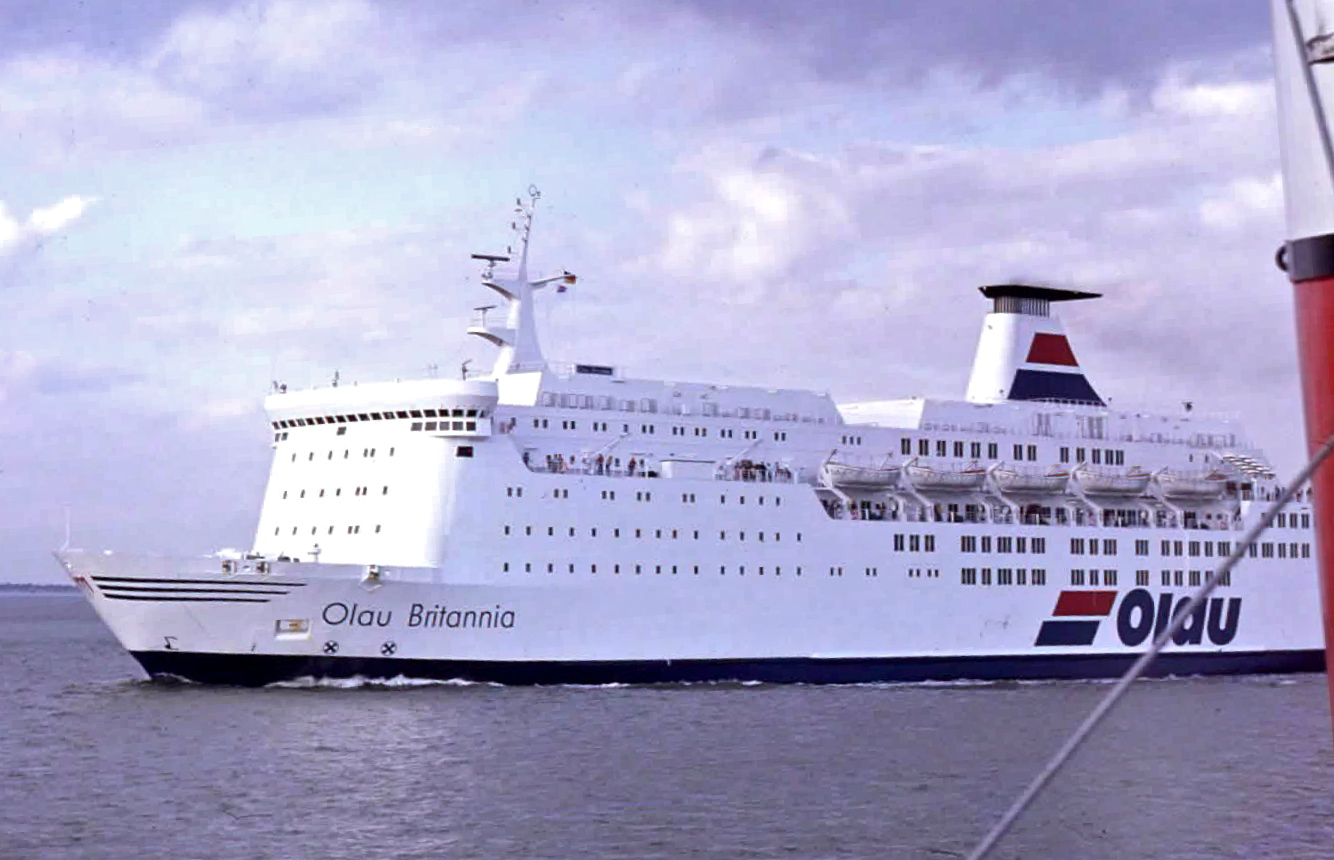
Olau Britannia in 1985

De rederij begon met de dienst in 1974. De rederij begon met één gehuurd schip, maar al snel was de vraag zo groot dat er eigen schepen aangeschaft werden. In 1980 kwam de rederij in financiële problemen en werd gekocht door de Duitse TT-Line, die toen al lijndiensten onderhield tussen het Duitse Travemünde en het Zweedse Trelleborg. Het logo van Olau Line werd aangepast, maar de naam bleef bestaan.

### Nieuwe schepen
TT-Line bestelde direct twee nieuwe schepen voor de route, de eerste schepen die speciaal voor de route gebouwd werden, de Olau Hollandia en Olau Britannia.

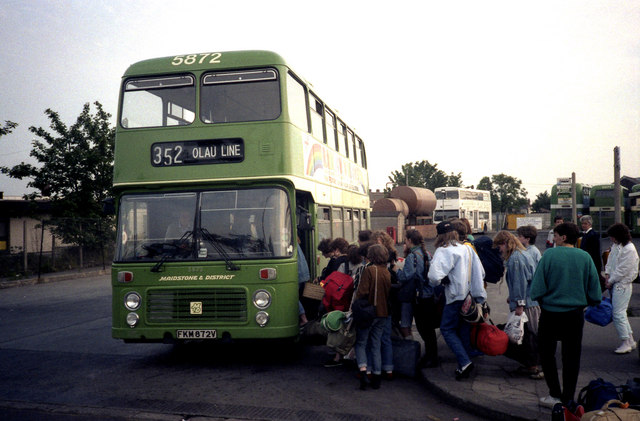
Pendelbus bij station van Sheerness in 1987

In zowel Vlissingen als Sheerness lag de aanlegsteiger van de boot niet op loopafstand van het centrum en station. Daarom verzorgde Olau voor de passagiers een pendelbusdienst van het station naar de aanlegsteiger, in Nederland met een CSA voormalige proefbus van Volvo en in Engeland met een dubbeldeksbus.

### Het begin van het einde
Door grote concurrentie van veerdiensten op het kanaal daalde het aantal passagiers onverwacht snel, tot iets minder dan 700.000 in 1993. Om de dienst te kunnen handhaven wilde TT-Line flink kosten besparen. Zo werden de schepen korte tijd omgevlagd naar Luxemburg, maar na hevige protesten van de ÖTV en de Seebetriebsrat werden beide schepen weer terug onder de Duitse vlag gebracht.

### De gepoogde redding
Later in 1993 werd besloten dat de dienst verlegd moest worden naar het Britse Dartford, omdat deze haven dichter bij Londen lag en beter bereikbaar was dan Sheerness. Ook was het plan dat de Olau Line en de TT-Line van schepen zouden verwisselen. TT-Line had een jaar eerder al vergelijkbare schepen als waar Olau Line mee voer vervangen door kleinere, maar kon zelf toch wel weer grotere schepen gebruiken. De Duitse bemanning zou tevens vervangen worden door goedkopere bemanning van een Cypriotisch agentschap. Zover is het echter nooit gekomen want Seebetriebsrat riep in maart 1994 een staking uit op de Olau Hollandia, hierdoor werd de dienst stilgelegd.

### Het einde
De staking betekende het einde van de dienst. De staking op de Olau Hollandia II was weliswaar op 20 maart 1994 afgelopen, maar de aandeelhouders van Olau Line besloten om de veerdienst op te heffen. Op 12 mei 1994 verliet de Olau Britannia II als eerste de thuishaven Vlissingen en op 15 mei 1994 verliet de Olau Hollandia II de thuishaven Vlissingen. Beide schepen werden verhuurd aan het Britse P&O European Ferries, de schepen werden aanvankelijk voor vijf jaar in bare-boat charter varen, maar bleven uiteindelijk tot 2005 bij P&O. In 2005 werden beide schepen verkocht aan het Italiaanse SNAV, die er een dienst mee ging onderhouden tussen Italië en Sardinië